# شیه جیانهوا
شیه جیانهوا (انگلیسی: Xie Jianhua؛ زادهٔ ۲۴ ژوئن ۱۹۷۴) جودوکار اهل چین بود. وی در بازی‌های المپیک تابستانی ۲۰۰۴ شرکت کرده‌است.